# Jatropha microdonta
Jatropha microdonta är en törelväxtart som beskrevs av Radcl.-sm.. Jatropha microdonta ingår i släktet Jatropha och familjen törelväxter. Inga underarter finns listade i Catalogue of Life.